# Domstole i Storbritannien
Storbritanniens består af tre adskilte jurisdiktioner, med hver sit eget retssystem, og domstolene i Storbritannien er derfor ikke samlet i én enkelt organisation. I stedet har England og Wales, Skotland og Nordirland hver deres egen domstolsorganisation. Dog er der fælles jurisdiktion indenfor områderne immigrationslovgivning og arbejdsmiljølovgivning.
Siden forfatningsreformen i 2005 har Storbritannien haft en højesteret, der fungerer som den sidste appelinstans for sager fra England og Wales og Nordirland, samt for civile sager fra Skotland.
For detaljeret information om de forskellige jurisdiktioner i Storbritannien, se:
- Domstole i England og Wales
- Domstole i Nordirland
- Domstole i Skotland